# Alicja Raciszówna
Alicja Raciszówna (ur. 29 czerwca 1929 w Warszawie, zm. 11 stycznia 1989 w Warszawie) – polska aktorka filmowa i teatralna.

## Biografia
Urodzona w Warszawie. W 1952 roku ukończyła studia na PWST w Łodzi. W latach 1951–57 była aktorką Teatru Powszechnego w Łodzi. Od 1957 występowała na deskach Teatru Polskiego w Warszawie. W 1953 roku zadebiutowała w filmie. Występowała również w spektaklach Teatru TV (zagrała w blisko 20-tu przedstawieniach). Były to prawie zawsze role drugoplanowe. W początkach kariery filmowej jej nazwisko nawet nie pojawiało w obsadzie. W 1977 roku wycofała się z zawodu z powodu choroby. Zmarła w Warszawie. Pochowana na Cmentarzu Wojskowym na Powązkach (kwatera B32-8-10).

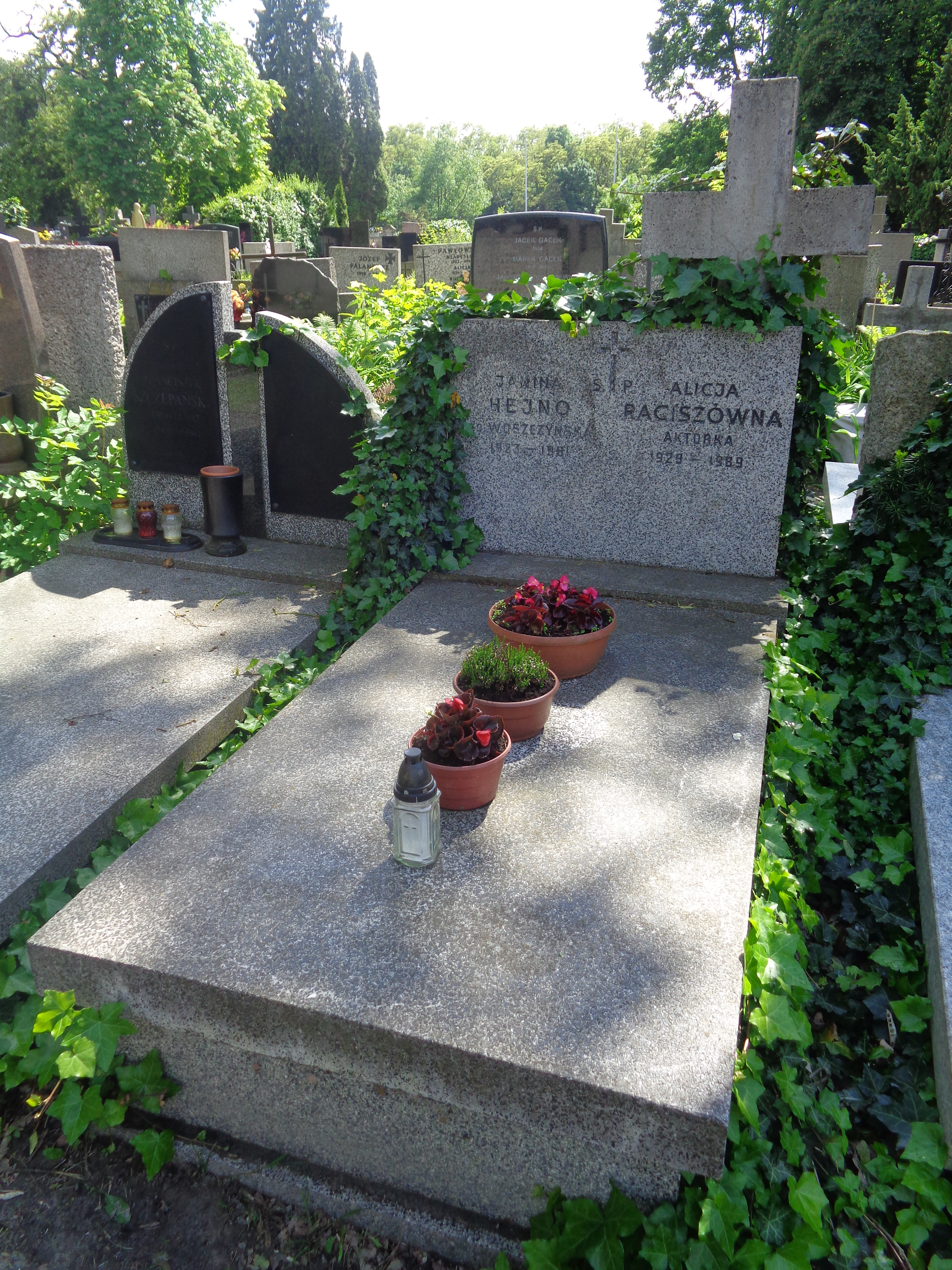
Nagrobek Alicji Raciszówny na Cmentarzu Wojskowym na Powązkach

## Role

### Film
- 1953 – Piątka z ulicy Barskiej (dziewczyna na balu)
- 1953 – Żołnierz zwycięstwa (urzędniczka MON)
- 1954 – Pod gwiazdą frygijską (kobieta na zabawie)
- 1954 – Autobus odjeżdża 6.20 (Walerka)
- 1955 – Sprawa pilota Maresza (Krystyna)
- 1955 – Podhale w ogniu (chłopka)
- 1971 – Złote Koło (doktor Turska)
- 1971 – Bolesław Śmiały (kobieta z poselstwa Rusinów)
- 1975 – Dom moich synów (gość na przyjęciu u Tadeusza Góreckiego)

### Teatr TV (wybór)
- 1958 – Żeglarz (Med)
- 1961 – Sceny dramatyczne ze Słowackiego i Puszkina  (Maria Stuart)
- 1962 – Dramatu akt pierwszy (Ewelina Chrobrzyc-Gorycka)
- 1964 – Pomyłka, proszę się wyłączyć! (telefonistka w centrali)
- 1966 – Katarynka (Pani)
- 1967 – Maliniarz (Grappina)
- 1973 – Dom Bernardy Alba (Augustias)
- 1977 – Awantura w Chioggi (Pasqua)

### Dubbing
- 1968-69 – Walka o Rzym (Mataswintha)
- 1971 – Prywatny detektyw (Pani Blankerscoon)

## Źródła
- Alicja Raciszówna w bazie  filmpolski.pl
- Alicja Raciszówna, [w:] Encyklopedia teatru polskiego (osoby) [dostęp 2021-04-08].